# UPA Dance (album)
UPA Dance è un album inciso dall'omonimo gruppo di interpreti del telefilm di produzione spagnola Paso adelante pubblicato l'11 novembre 2002.

## Album

### Upa Dance (2002)
1. Once Again
2. Morenita
3. Porque me faltas tú
4. Sámbame
5. Me siento bien
6. Baila Morena
7. Dancing in the Street
8. Aquarius
9. I Got Life
10. Out here on My Own
11. Medley Cabaret
12. Upa Mix

### Upa Dance Edición Especial (2003)
CD 1
1. Once Again
2. Morenita
3. Porque me faltas tú
4. Sámbame
5. Me siento bien
6. Baila Morena
7. Dancing in the Street
8. Aquarius
9. I Got Life
10. Out here on My Own
11. Medley Cabaret
12. Upa Mixes

CD 2
1. Porque me faltas tú
2. Let´s Get Loud
3. If I only Knew
4. Tub Thumping
5. Sámbame 2003
6. Morenita Remix

### CD Live 2003
1. Medley Will Smith mix
2. Te tengo aquí
3. Lady marmalade
4. How deep is your love
5. U can`t touch this
6. Me siento bien
7. My all
8. Disco inferno
9. Lucia
10. It's raining men
11. Morenita
12. Once again
13. Baila morena
14. Sámbame
15. Veneno (MAM)
16. Piel oscura (MAM)

## Membri
Compagnia Originale
- Miguel Ángel Muñoz nel ruolo di Roberto Arenales
- Silvia Marty nel ruolo di Ingrid Muñoz
- Mónica Cruz nel ruolo di  Silvia Jáuregui
- Beatriz Luengo nel ruolo di Lola Fernández
- Pablo Puyol nel ruolo di Pedro Salvador
- Raul Peña nel ruolo di Jero Ruiz